# Joanne Chory
Joanne Chory   (Methuen, 19 de març de 1955 - La Jolla, 12 de novembre de 2024) va ser una biòloga i genetista de plantes estatunidenca.
Va dirigir la Harnessing Plants Initiative (HPI) de l'Institut Salk d'Estudis Biològics, un innovador enfocament d'eliminació de diòxid de carboni per a combatre el canvi climàtic optimitzant la capacitat natural d'una planta per a captar i emmagatzemar diòxid de carboni i adaptar-se a les diferents condicions climàtiques. Chory i l'equip d'HPI tenien com a objectiu ajudar les plantes a crear sistemes radicals més grans i més forts que poguessin absorbir quantitats majors de carboni enterrant-lo a terra en forma de suberina, una substància natural.
Considerada la biòloga vegetal més influent de l'era moderna i una dels grans innovadores científiques del nostre temps, els 30 anys de treball de Chory van ser pioners en l'ús de la genètica molecular per a estudiar com les plantes canvien la seva forma i mida per a optimitzar la fotosíntesi i el creixement en diferents entorns.
Va ser escollida Membre estrangera de la Royal Society el 2011 i va rebre el premi Breakthrough 2018 en ciències de la vida i el premi Príncep d'Astúries 2019 d'Investigació Tècnica i Científica. Ostentava la càtedra Howard H. i Maryam R. Newman de biologia vegetal i va ser professora a la Universitat de Califòrnia a San Diego.

## Biografia
Joanne Chory va néixer a Massachusetts el 1955. Els seus pares libanesos la van criar juntament amb els seus quatre germans i una germana. Va començar els seus estudis de nivell superior a l'Oberlin College, a Ohio, on es va llicenciar en biologia amb honors. Després va continuar els seus estudis de postgrau a la Universitat d'Illinois a Urbana-Champaign, on es va doctorar.
Va ser becària postdoctoral a la Harvard Medical School, al laboratori de Frederick M. Ausubel. El 1988 es va incorporar a l'Institut Salk com a professora ajudant.
El 2004 se li va diagnosticar la malaltia de Parkinson. Va lluitar contra la malaltia durant més d'una dècada, i amb l'ajut de medicaments i un implant cerebral per ajudar a regular el seu moviment, va continuar la seva investigació genètica.
Els seus primers interessos professionals es van centrar en la microbiologia. A través de la seva investigació en aquest camp, va desenvolupar un interès més profund per la genètica, específicament en la investigació que es feia sobre les plantes del gènere Arabidopsis.

### Recerca
Chory va centrar la seva recerca en trobar una manera d'optimitzar el creixement de les plantes per a mantenir una població humana en creixement. Va utilitzar l'Arabidopsis thaliana com a organisme model, però el seu propòsit va ser optimitzar tot el creixement de les plantes i no només el de l'A. thaliana. Va avançar en la comprensió de la sensibilitat a la llum i les hormones d'aquestes plantes, i va emprar aquest coneixement per a optimitzar el creixement d'altres plantes amb l'esperança que poguéssim mantenir millor una població humana en constant i ràpid creixement.
Va mostrar una apreciació particular per la manipulació de fenotips d'un organisme. Els senyals lluminosos són necessaris per a la inducció i regulació de molts processos de desenvolupament a les plantes. Va participar en investigacions que disseccionaven aquest complex procés aïllant mutacions que alteraven el desenvolupament de plàntules regulades per la llum. El seu treball va identificar mutants que són deficients en els fotoreceptors del fitocrom i en els repressors localitzats nuclears i també va revelar que les hormones esteroidals controlen el desenvolupament de plàntules regulades per la llum. El laboratori de Chory va participar en la manipulació de la via biosintètica d'aquests esteroides que alteren el creixement i el desenvolupament de les plantes i la identificació del receptor suposat d'esteroides, una receptora cinasa transmembrana. El seu grup també va contribuir a la comprensió del cloroplast a la senyalització retrògrada nuclear i a les respostes d'evitació de l'ombra de les plantes.